# عبد العزيز سعيد
عبد العزيز سعيد (بالإنجليزية: Abdul Aziz Said)‏ هو عالم سياسة وكاتب أمريكي سوري، ولد في 1 سبتمبر 1930.